# Premio Fermat
El Premio Fermat de investigación matemática premia trabajos de investigación en ámbitos en los que las contribuciones de Pierre de Fermat han sido decisivos:
- Declaraciones de Cálculo de variaciones
- Fundamentos de Probabilidad y Geometría Analítica
- Teoría de números.

El espíritu del premio se centra en premiar los resultados de las investigaciones accesibles al mayor número de profesionales matemáticos en estos campos. El Premio Fermat fue creado en 1989 y se concede una vez cada dos años en Toulouse
por el Instituto de Matemática de Toulouse. El importe del Premio Fermat se ha fijado en 20 000 euros para la décima edición (2007).

## Lista de galardonados
- Abbas Bahri, Kenneth Alan Ribet (1989)
- Jean Louis Colliot Thélène (1991)
- Jean Michel Coron (1993)
- Andrew Wiles (1995)
- Michel Talagrand (1997)
- Fabrice Bethuel, Frédéric Hélein (1999)
- Richard Taylor, Wendelin Werner (2001)
- Luigi Ambrosio (2003)
- Pierre Colmez, Jean-François Le Gall (2005).
- Chandrashekhar Khare (2007).
- Elon Lindenstrauss, Cédric Villani (2009).[1]
- Manjul Bhargava y Igor Rodnianski (2011).
- Camillo De Lellis y Martin Hairer (2013).
- Laure Saint-Raymond y Peter Scholze (2015)
- Luis Gusman Almanza y Juan Ormeño Apolaya (2018)